# جيسي إيدج
جيسي إيدج (بالإنجليزية: Jesse Edge)‏ (26 فبراير 1995 في نيوزيلندا - ) هو لاعب كرة قدم نيوزلندي في مركز الدفاع. شارك مع منتخب نيوزيلندا لكرة القدم. أما مع النوادي، فقد لعب مع نادي أوكلاند سيتي ونادي فيتشينزا وWaiBOP United ‏.

## روابط خارجية
- جيسي إيدج على موقع قاعدة بيانات كرة القدم.إي يو (الإنجليزية)
- جيسي إيدج على موقع Soccerway.com (الإنجليزية)
- جيسي إيدج على موقع عالم كرة القدم.نت (الإنجليزية)